# 西迪本耶布卡
35°49′46″N 0°23′41″W / 35.8294°N 0.3947°W
西迪本耶布卡（阿拉伯语：‎），是阿爾及利亞的城鎮，位於該國西北部奧蘭省，由阿爾澤區負責管轄，面積52平方公里，2009年人口7,825，人口密度每平方公里151人。